# Bryant Crawford
Pour les articles homonymes, voir Crawford.
Bryant DeJuan Crawford, né le 21 mars 1997 à Silver Spring, Maryland, est un joueur américain de basket-ball. Il évolue au poste de meneur.

## Biographie

### Carrière universitaire
Entre 2015 et 2018, il joue pour les Demon Deacons à l'université de Wake Forest.
Le 29 mai 2018, après avoir terminé son année de junior à Wake Forest, il annonce qu'il souhaite commencer une carrière professionnelle.

### Carrière professionnelle

#### Hapoel Gilboa Galil (2018-2019)
Le 21 juin 2018, lors de la draft 2018 de la NBA, automatiquement éligible, il n'est pas sélectionné. Il participe à la NBA Summer League 2018 de Las Vegas avec les Nets de Brooklyn. En quatre matches, il a des moyennes de 1,3 points, 1,8 rebond, 0,8 passe décisive et 0,5 interception en 8 minutes par match.
Le 6 août 2018, il signe son premier contrat professionnel en Israël avec l'Hapoel Gilboa Galil (en) pour la saison 2018-2019.

#### Utenos Juventus (2019-2021)
Le 14 août 2019, il signe un contrat d'un an avec le club lituanien de l'Utenos Juventus. Il a des moyennes de 12,3 points par match.
Le 11 août 2020, il signe un nouveau contrat avec Utena.

#### Reggio Emilia (2021-present)
Le 12 juillet 2021, il signe avec le club italien du Reggio Emilia en première division du championnat italien.

## Statistiques

### Universitaires
Les statistiques en matchs universitaires de Bryant Crawford sont les suivantes :
| Saison    | Équipe      | Matchs | Titul. | Min./m | % Tir | % 3pts | % LF | Rbds/m. | Pass/m. | Int/m. | Ctr/m. | Pts/m. |
| --------- | ----------- | ------ | ------ | ------ | ----- | ------ | ---- | ------- | ------- | ------ | ------ | ------ |
| 2015-2016 | Wake Forest | 30     | 30     | 31,7   | 39,4  | 34,8   | 66,9 | 3,03    | 4,43    | 1,73   | 0,23   | 13,77  |
| 2016-2017 | Wake Forest | 33     | 33     | 31,8   | 43,8  | 34,6   | 82,6 | 3,82    | 5,52    | 1,48   | 0,27   | 16,18  |
| 2017-2018 | Wake Forest | 31     | 30     | 31,8   | 41,3  | 35,8   | 86,8 | 2,94    | 4,90    | 1,55   | 0,16   | 16,87  |
| Total     |             | 94     | 93     | 31,8   | 41,6  | 35,1   | 79,9 | 3,28    | 4,97    | 1,59   | 0,22   | 15,64  |

## Palmarès
- All-ACC Honorable Mention (2018)
- All-ACC Freshman Team (2016)